# Masakra na plantacjach Tol i Waitavalo

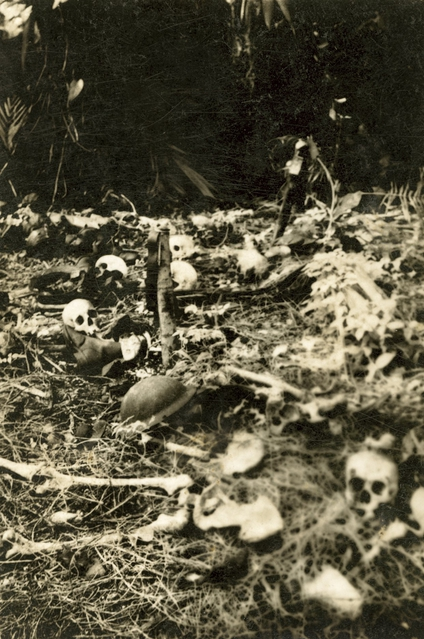
Szczątki australijskich jeńców ekshumowane na plantacji Tol. Zdjęcie wykonane najprawdopodobniej w marcu 1945 r.

Masakra na plantacjach Tol i Waitavalo (ang. Tol Massacre) – zbrodnia wojenna popełniona 4 lutego 1942 roku, w czasie II wojny światowej, na plantacjach Tol i Waitavalo na wyspie Nowa Brytania, położonej w południowo-zachodniej części Oceanu Spokojnego. Z rąk żołnierzy Cesarskiej Armii Japońskiej zginęło wtedy około 160 australijskich jeńców wojennych.
23 stycznia 1942 roku japońskie siły inwazyjne wylądowały pod Rabaulem, gdzie szybko złamały opór słabego garnizonu australijskiego. Większość obrońców wycofała się w głąb wyspy. 3 lutego Japończycy wysadzili niewielki desant w zatoczce Henry Reid na wschodnim wybrzeżu Nowej Brytanii, chcąc w ten sposób odciąć uciekinierom drogę odwrotu. W krótkim czasie do niewoli trafiło blisko 190 Australijczyków. Następnego dnia japońscy żołnierze zamordowali około 160 jeńców na terenie plantacji palm kokosowych Tol i Waitavalo. Większość ofiar zakłuto bagnetami. Sześciu Australijczyków przeżyło egzekucję.
Spośród pozostałych australijskich jeńców wziętych do niewoli na Nowej Brytanii, niemal wszyscy zginęli w lipcu 1942 roku na pokładzie statku „Montevideo Maru”, który został zatopiony na Morzu Południowochińskim przez amerykański okręt podwodny USS „Sturgeon”.

## Upadek Rabaulu
Po wybuchu wojny na Pacyfiku jednym z celów japońskiej ofensywy stała się Nowa Brytania, wchodząca podówczas w skład australijskiego terytorium mandatowego Nowa Gwinea Australijska. 4 stycznia 1942 roku wyspę po raz pierwszy zaatakowało japońskie lotnictwo z atolu Truk. Dwa tygodnie później u jej brzegów pojawił się silny zespół inwazyjny, w którego skład wchodziły m.in. cztery lotniskowce. Na pokładach statków transportowych znajdowało się około 5,3 tys. żołnierzy, należących do 2. Pułku Specjalnych Sił Desantowych Cesarskiej Marynarki Wojennej oraz do 144. pułku piechoty i kilku innych mniejszych jednostek, które wydzielono ze składu 55. Dywizji Piechoty. Zespołem inwazyjnym dowodził kadm. Kiyohide Shima, podczas gdy na czele oddziałów desantowych stał gen. Tomitarō Horii.
Australijski garnizon Nowej Brytanii, znany pod nazwą Lark Force („Skowronki”), liczył zaledwie 1400 żołnierzy. Jego trzon stanowił 2/22 batalion piechoty ze składu 23. Brygady 8. Dywizji Piechoty, liczący 716 żołnierzy, w większości pochodzących z Melbourne lub z południowej części stanu Wiktoria. W skład garnizonu wchodziły ponadto: 17 bateria artylerii ppanc. licząca osiem armat 2-funtowych i 110 żołnierzy, dwa działa nabrzeżne kal. 152,4 mm wraz z obsługą, kompania Royal Australian Engineers, bateria artylerii plot. licząca dwa działa kal. 76,2 mm i 54 żołnierzy, około 80-osobowy oddział lokalnej milicji (New Guinea Volunteer Rifles), niewielka jednostka łączności, a także 28-osobowa jednostka sanitarna (2/10 Field Ambulance). Dodatkowo na sąsiedniej Nowej Irlandii rozlokowano 1 Samodzielną Kompanię, o sile około 150 żołnierzy. Osłonę z powietrza zapewniało zaledwie 14 samolotów, z czego dziesięć było maszynami szkolnymi typu CAC Wirraway, a pozostałe cztery – lekkimi bombowcami typu Lockheed Hudson. Większość żołnierzy Lark Force była niedoświadczona i słabo wyszkolona.
Australijski rząd zdawał sobie sprawę, że Lark Force – podobnie jak siostrzane jednostki wysłane do obrony Ambonu i Timoru – jest zbyt słaby, aby powstrzymać japońską inwazję. Uznano jednak, że nie ma możliwości skierowania dodatkowych sił celem wzmocnienia garnizonów tzw. bariery malajskiej. Jednocześnie z przyczyn politycznych rząd postanowił nie rezygnować z obrony Nowej Brytanii i tym samym z pełną świadomością skazał jej garnizon na zniszczenie. Mimo spodziewanej klęski nie przygotowano planów ewakuacji garnizonu i mieszkańców. Jedynie dzieci oraz niektóre cywilne kobiety (wyłącznie pochodzenia europejskiego) zostały wywiezione z wyspy jeszcze przed nadejściem Japończyków (22 grudnia 1941).
Kilku młodszych oficerów Lark Force, zdając sobie sprawę z rażącej dysproporcji sił, zaproponowało, aby po wylądowaniu Japończyków oddziały australijskie wycofały się w głąb wyspy i podjęły walkę partyzancką. Dowódca garnizonu, płk John J. Scanlan, odrzucił jednak tę propozycję. Nie zezwolił także na urządzenie w tropikalnej puszczy skrytek z zapasami żywności.

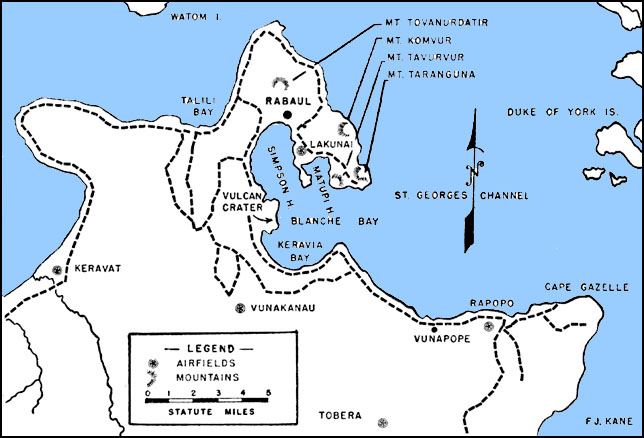
Mapa okolic Rabaulu

20 stycznia 1942 roku 109  japońskich samolotów pokładowych zaatakowało Rabaul, z łatwością łamiąc opór nielicznych samolotów australijskich. 23 stycznia, krótko po północy, pierwszy japoński desant został wysadzony w zatoce Blanche w północnej części półwyspu Gazelle. Około godziny 5:00 Japończycy wkroczyli do opustoszałego Rabaulu. Australijska obrona szybko zaczęła się załamywać. Walki trwały już od kilku godzin, gdy płk Scanlan stwierdził w rozmowie z dowódcą 2/22 batalionu ppłk. Howardem H. Carrem, że najwyraźniej przyszedł czas, aby „każdy żołnierz zatroszczył się o siebie”. Luźna uwaga dowódcy garnizonu została uznana przez Carra i większość żołnierzy za jednoznaczny rozkaz. W konsekwencji australijskie oddziały zaczęły opuszczać pozycje obronne i wycofywać się w głąb wyspy. Podobnie postąpił zresztą sam Scanlan, który opuścił stanowisko dowodzenia, pozbawiając tym samym garnizon centralnego dowodzenia. W godzinach popołudniowych walki w zasadzie ustały. Zdobycie Rabaulu kosztowało Japończyków 17 zabitych i 48 rannych, podczas gdy Lark Force utracił 57 zabitych i nieustaloną liczbę rannych.
W Rabaulu i jego okolicach w ręce Japończyków wpadło od 200 do 500  cywilów pochodzenia europejskiego, a także sześć wojskowych pielęgniarek i pewna liczba rannych. John Moremo podaje, że w gronie internowanych znalazło się około 350 duchownych, zakonnic i świeckich misjonarzy . Nowa Brytania była pierwszym australijskim terytorium, które zostało zaatakowane przez Japończyków w czasie II wojny światowej.

## OdwrótLark Forcei japoński pościg

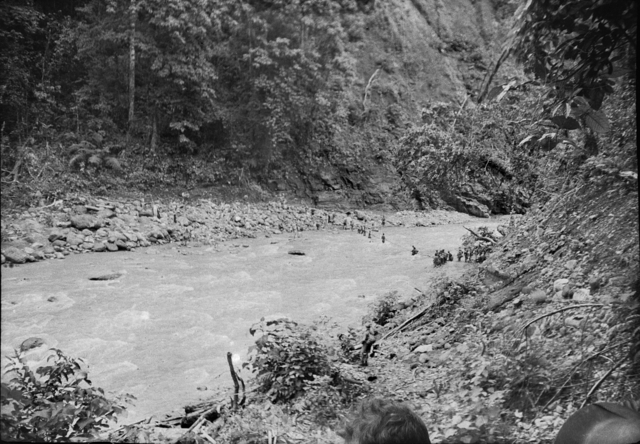
Żołnierze Lark Force podczas odwrotu z Rabaulu, styczeń 1942 r.

W przeddzień japońskiej inwazji płk Scanlan zezwolił S/Ldr Johnowi M. Lerewowi na ewakuację podległego mu personelu Royal Australian Air Force. Do lotników dołączyła samorzutnie grupa żołnierzy wojsk lądowych, głównie łącznościowców, oraz pewna liczba cywilów. Tym samym pod rozkazami Lerewa zgromadziło się łącznie około 150 uciekinierów. Wszyscy udali się na wschodnie wybrzeże Nowej Brytanii, dzieląc się po drodze na dwie grupy. 23 stycznia dwa australijskie wodnosamoloty Short Empire wylądowały w rejonie plantacji Sum Sum nad zatoką Adler, skąd ewakuowały 98 osób. Następnego dnia jeden z wodnosamolotów powrócił na Nową Brytanię i ewakuował kolejnych 49 żołnierzy i cywilów z rejonu zatoki Wide.
Pozostali żołnierze Lark Force zazwyczaj wycofywali się na południowy wschód, w kierunku rzeki Warangoi, lub na południowy zachód, w kierunku misji Malabunga i Lemingi. Następnie większość próbowała przedostać się do zatoki Wide na wschodnim wybrzeżu półwyspu Gazelle lub do zatoki Open na jego zachodnim wybrzeżu. Wycofujące się oddziały bardzo szybko utraciły spoistość, rozpadając się na mniejsze lub większe grupy uciekinierów.
W międzyczasie za Australijczykami wyruszyły w pościg dwa nieprzyjacielskie bataliony. Japońskie samoloty rozrzucały nad dżunglą ulotki, w których wzywano Australijczyków do natychmiastowej kapitulacji, grożąc śmiercią w przypadku kontynuowania oporu. Tylko w ciągu kilku pierwszych dni na obszarze między lotniskiem Vunakanau a rzeką Warangoi wzięto ponad 200 jeńców. W japońskich szeregach szybko odnotowano jednak liczne przypadki malarii. Fakt ten skutecznie zniechęcił zwycięzców do zapuszczania się w głąb wyspy. Niemniej japońskie okręty i wodnosamoloty nadal intensywnie patrolowały wybrzeża Nowej Brytanii, poświęcając szczególną uwagę nadbrzeżnym plantacjom i misjom. Były one bombardowane lub zajmowane przez niewielkie desanty. Japończycy zamierzali w ten sposób zarówno zastraszyć plantatorów i misjonarzy, jak i zniszczyć wszelkie łodzie i jednostki pływające, którymi żołnierze Lark Force mogliby uciec z wyspy. Po pewnym czasie Japończycy zorganizowali również kordon posterunków na najważniejszych szlakach wiodących przez półwysep Gazelle. Ich załogi skutecznie wyłapywały uciekających Australijczyków. Zazwyczaj jeńców zabierano do obozu jenieckiego w Rabaulu. Zdarzały się jednak wypadki, gdy ujętych Australijczyków zabijano na miejscu lub krótko po wzięciu po niewoli.
Odwrót resztek Lark Force przebiegał w niezwykle trudnych warunkach. Trasy ucieczek wiodły bowiem przez górzyste obszary pokryte tropikalną puszczą. Marsz i warunki bytowe utrudniały dodatkowo intensywne opady deszczu, które trwały przez wiele dni. Na skutek wcześniejszych decyzji Scanlana w centralnej części półwyspu nie zgromadzono żadnych zapasów żywności. Podstawowe racje szybko się skończyły, stąd już po dwóch dniach Australijczycy zaczęli głodować. Masowo zapadali także na tropikalne choroby, przede wszystkim na malarię. Jedna z grup uciekinierów musiała także odpierać ataki wojowników z plemienia Mokolkol, które zamieszkiwało góry u nasady półwyspu. Szacuje się, że na skutek głodu i chorób zmarło co najmniej 65 żołnierzy Lark Force, a więc więcej niż podczas walki z japońskim desantem.

## Masakra jeńców wojennych

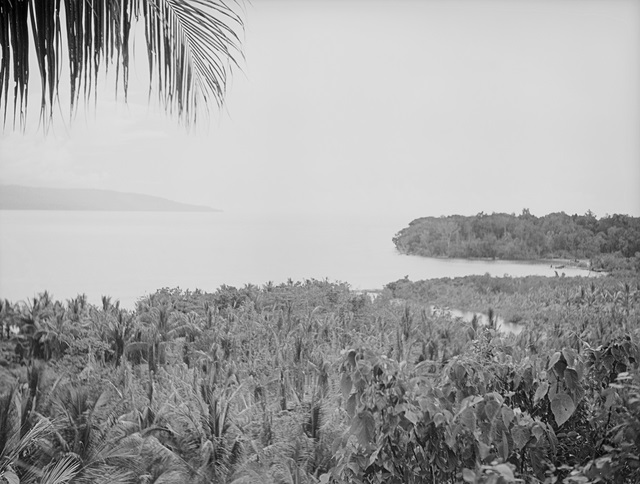
Zatoka Henry Reid (1945)

Informacja o udanej ewakuacji personelu RAAF szybko rozeszła się w szeregach Lark Force. Wielu żołnierzy udało się w kierunku zatoki Wide w złudnej nadziei, że także oni zostaną stamtąd zabrani drogą powietrzną. Jak się wkrótce okazało, dla niektórych ta decyzja miała tragiczne konsekwencje.
Tymczasem dzięki meldunkom zwiadu gen. Horii zdawał sobie sprawę, że znaczna liczba Australijczyków wycofuje się na południe wzdłuż wschodniego wybrzeża Nowej Brytanii. Postanowił więc wysadzić niewielki desant w zatoce Wide, aby odciąć im drogę ucieczki. Zadanie to powierzono 8. kompanii 3. batalionu 144. pułku piechoty. Kompanią dowodził por. Tadaichi Noda. Jego macierzystym batalionem dowodził ppłk Ishiro Kuwada, a pułkiem – płk Masao Kusunose.
2 lutego o poranku z Kokopo wypłynęło pięć japońskich łodzi desantowych. Następnego dnia, niedługo po świcie, por. Noda i jego 150 żołnierzy wylądowali w zatoce Wide, a właściwie w stanowiącej jej fragment niewielkiej zatoczce Henry Reid. W tej okolicy przebywało wtedy około 200 żołnierzy Lark Force. Byli rozproszeni na mniejsze lub większe grupy; około siedemdziesięciu schroniło się na pobliskich plantacjach palm kokosowych: Tol i Waitavalo. Pojawienie się japońskich żołnierzy całkowicie zaskoczyło Australijczyków. Przygnębieni klęską, wygłodniali, wyczerpani wielodniową ucieczką przez dżunglę, w większości wypadków zachowali się biernie, nie próbując ani uciekać, ani stawiać oporu. Dwudziestu dwóch Australijczyków dobrowolnie wyszło na plażę z białą flagą, aby poddać się Japończykom. Niedługo później żołnierze Nody przeczesali okolicę i bez większych trudności wyłapali pozostałych niedobitków Lark Force. Tylko nieliczni zdołali uniknąć niewoli. Zanim zapadł zmrok, Japończycy zgromadzili około 170 jeńców na terenie plantacji Tol. Umieszczono ich w chacie, w której uprzednio mieszkali tubylczy pracownicy. Początkowo Australijczycy nie byli źle traktowani, wydano im nawet ciepły posiłek.
Świadkiem lądowania Japończyków w zatoce Henry Reid stał się przypadkowo kpt. David M. Selby, który uprzednio dowodził obroną przeciwlotniczą Lark Force. Niemal w ostatniej chwili ostrzegł swoją grupę, w której znajdował się również płk Scanlan. Dzięki temu jej członkowie uniknęli schwytania.  
Nastawienie Japończyków wobec jeńców zmieniło się diametralnie następnego poranka. Z relacji jednego z ocalałych Australijczyków wynika, że Noda rozkazał wszystkim jeńcom ustawić się w szeregu przed chatą, a następnie zaczął brutalnie przesłuchiwać młodego oficera, którym był prawdopodobnie por. Glenn Garrard. Australijczyka pobito drewnianą pałką tak ciężko, że nie był w stanie utrzymać się na własnych nogach. Następnie zdarto z niego koszulę i przywiązano go do jednej z palm – bez żadnej osłony przed promieniami tropikalnego słońca. Następnie Japończycy zaprowadzili pozostałych jeńców do domu na plantacji i rozpoczęli przesłuchania, starając się zidentyfikować dwudziestu dwóch żołnierzy, którzy poprzedniego dnia dobrowolnie poddali się na plaży. Ostatecznie wyselekcjonowali i wyprowadzili poza teren plantacji dwóch oficerów oraz dwudziestu podoficerów i szeregowców. Jak się później okazało, jeńcy ci jako jedyni zostali oszczędzeni.
Innych jeńców także przesłuchano, wypytując o nazwiska, stopnie i numery identyfikacyjne. Jednocześnie odebrano im wszystkie przedmioty osobiste, które zrzucono na jedną stertę. Następnie Australijczykom skrępowano ręce za plecami i zaczęto wiązać ich w grupy, liczące od sześciu do dwunastu żołnierzy. Jeńcom pozwolono jednakże usiąść, wydano im wodę, a nawet zezwolono na palenie papierosów.
Wkrótce Noda otrzymał drogą radiową rozkazy z Rabaulu. Zaraz po tym Japończycy rozkazali jeńcom wstać, po czym poszczególne grupy zaczęto odprowadzać pod silną eskortą w różne zakątki plantacji. Tam ofiary kolejno rozwiązywano, po czym brutalnie mordowano. Większość zginęła od pchnięć bagnetem, innych zastrzelono lub ścięto mieczami. Miejscem egzekucji stała się także sąsiednia plantacja Waitavalo; rozstrzelano tam 35-osobową grupę jeńców. Wśród ofiar masakry znaleźli się Australijczycy, którzy nie należeli do pierwotnej grupy jeńców i dopiero rankiem 4 lutego zostali schwytani przez japońskie patrole. Japończycy nie oszczędzili nawet sanitariuszy z 2/10 Field Ambulance. Gdy usiłowali protestować, kierujący egzekucją oficer osobiście zdarł im z ramion opaski ze znakami Czerwonego Krzyża. Ten sam oficer podczas jednej z egzekucji kazał ostatnim pięciu jeńcom wybrać, czy chcą zostać zastrzeleni, czy zabici bagnetem. Wszyscy Australijczycy wskazali pistolet, niemniej oficer rozkazał ich wszystkich zakłuć bagnetami. Pozostawionego na plantacji por. Garrarda zmuszono, by wykopał sobie grób, po czym zabito go uderzeniami pałką w głowę i pchnięciami bagnetem. W gronie zamordowanych znalazło się także dwóch muzyków z orkiestry 2/22 batalionu, złożonej przede wszystkim z członków Armii Zbawienia.
Zakończywszy egzekucję, Noda i jego żołnierze jeszcze tego samego dnia odpłynęli z powrotem do Rabaulu, zabierając ze sobą dwudziestu dwóch wyselekcjonowanych wcześniej jeńców. Zwłoki ofiar pozostawiono niepogrzebane. Wcześniej na drzwiach domu mieszkalnego na plantacji Waitavalo japońscy żołnierze zawiesili kartkę z wiadomością o następującej treści:

Do komendanta Scanlana
Teraz, gdy ta wyspa jest opanowana i szczelnie otoczona przez nasze lotnictwo i marynarkę wojenną, nie pozostała wam już żadna droga ucieczki. Jeśli pańska religia nie dopuszcza samobójstwa, może pan się poddać i błagać o litość dla swoich żołnierzy. To pan będzie odpowiedzialny za ich śmierć.

Nie ma pewności, ilu dokładnie Australijczyków zostało zamordowanych. W 1945 roku członkowie australijskiej Komisji ds. Grobów Wojennych odnaleźli na terenie obu plantacji szczątki 158 jeńców. W konsekwencji szacuje się, że liczba ofiar masakry sięgnęła około 160.
Bruce Gamble przypuszcza, że rozkaz wymordowania jeńców wydał dowódca 144. pułku piechoty, płk Kusunose, zapewne za aprobatą gen. Horiiego. Trudno jednoznacznie wskazać motywy, którymi kierowali się Japończycy. Mark Felton podkreśla, że podczas walk na Nowej Brytanii ponieśli oni bardzo niewielkie straty, stąd nie sposób uznać masakry na Tol i Waitavalo za akt zemsty. Jego zdaniem dokonano jej bez konkretnego powodu i można ją wytłumaczyć jedynie japońską „żądzą krwi”. Gamble wskazuje natomiast, że Horii i jego podwładni byli wysoce sfrustrowani faktem, iż Australijczycy nie posłuchali wcześniejszych wezwań do kapitulacji, co zmusiło Japończyków do zorganizowania forsownego pościgu, podczas którego wielu żołnierzy zaraziło się malarią.
Pierwszą fazę masakry przeżyło co najmniej dziewięciu jeńców. Jeden z nich, Alfred L. Robinson, zdołał niepostrzeżenie uciec, gdy jego grupę prowadzono na egzekucję. Pięciu kolejnych – Bill Collins, Clifford Marshall, Hugh J. Webster, Maxwell Hazelgrove, Wiliam Cook – przeżyło mimo odniesionych ran. Ten ostatni ocalał, chociaż pchnięto go bagnetem aż jedenaście razy. Ciężko ranny Norman W. Walkley przeżył tę samą egzekucję co Hugh J. Webster, jednakże pod jego nieobecność resztką sił odczołgał się w zarośla, a Webster po powrocie na miejsce kaźni nie był w stanie go odnaleźć. Tragiczny los spotkał dwóch nieznanych z nazwiska Australijczyków, których pozostawiono nieprzytomnych w innym miejscu egzekucji. Odnalazł ich Bill Collins i zaciągnął do jednego z szałasów na plantacji Waitavalo. Gdy jednak udał się po pomoc, na plantacji pojawili się Japończycy, którzy zeszli na ląd z pokładu okrętu wojennego zacumowanego w zatoce Wide. Żołnierze nasmarowali obu rannych sadłem, oblali łatwopalnym płynem, po czym podłożyli ogień.

## Epilog
Sześciu ocalałych jeńców zdołało zbiec z plantacji i po pewnym czasie dołączyło do grup niedobitków Lark Force, które przedzierały się na południe. W jednej z tych grup znajdował się płk Scanlan. Wiadomość o masakrze głęboko nim wstrząsnęła. W konsekwencji 10 lutego zawrócił do Rabaulu, postanawiając oddać się w ręce Japończyków.
14 lutego na plantacji Tol pojawiło się trzech australijskich żołnierzy, poszukujących radia, które rzekomo miało się tam znajdować. Odnaleźli ślady masakry, w tym liczne zwłoki zamordowanych kolegów, znajdujące się już w stanie zaawansowanego rozkładu. Odnaleźli także Normana Walkleya, wciąż żywego, lecz będącego w tak krytycznym stanie, iż nie było możliwości, aby go uratować.
Ostatecznie niewoli zdołało uniknąć około 385 żołnierzy i około 60 cywilów. Jako że rząd w Canberze nie podjął żadnych wysiłków w celu zorganizowania ewakuacji, na ratunek niedobitkom Lark Force pośpieszyli samorzutnie australijscy oficerowie i cywile (niektórzy mieszkali na Nowej Brytanii lub należeli do administracji terytorium mandatowego). Działania ratunkowe prowadzono przez blisko dziesięć tygodni. W nocy z 20 na 21 marca na zachodnim wybrzeżu Nowej Brytanii 214 Australijczyków (w tym 162 żołnierzy) zostało zabranych małymi łodziami z plantacji Iboki na odległe o około 80 kilometrów wyspy Vitu. Następnego dnia ewakuował ich stamtąd statek MV „Lakatoi”. Z kolei 10 kwietnia motorowy jacht HMAS „Laurabada” ewakuował 157 Australijczyków z plantacji Palmalmal na południowo-wschodnim wybrzeżu. W gronie ewakuowanych znalazło się około 135 żołnierzy Lark Force, w tym sześciu ocalałych z masakry na Tol i Waitavalo. Ponadto kilka niewielkich grup uciekinierów zdołało na własną rękę zdobyć łodzie, którymi dopłynęli do Nowej Gwinei lub na Wyspy Trobrianda. W przypadku jednej z takich grup ucieczka z Nowej Brytanii do Nowej Gwinei, z postojem na Nowej Irlandii, trwała 99 dni. 
Dzięki relacjom jeńców uratowanych przez „Laurabadę” informacje o masakrze na Tol i Waitavalo już w kwietniu 1942 roku zostały opublikowane na łamach australijskiej prasy. Ich ujawnienie miało istotny wpływ na postawy australijskich żołnierzy i cywilów. Opowieści o tej i innych japońskich zbrodniach krążyły w szeregach, budząc nienawiść do wroga i chęć zemsty. W konsekwencji w czasie wojny na Pacyfiku australijska piechota z zasady nie brała jeńców.

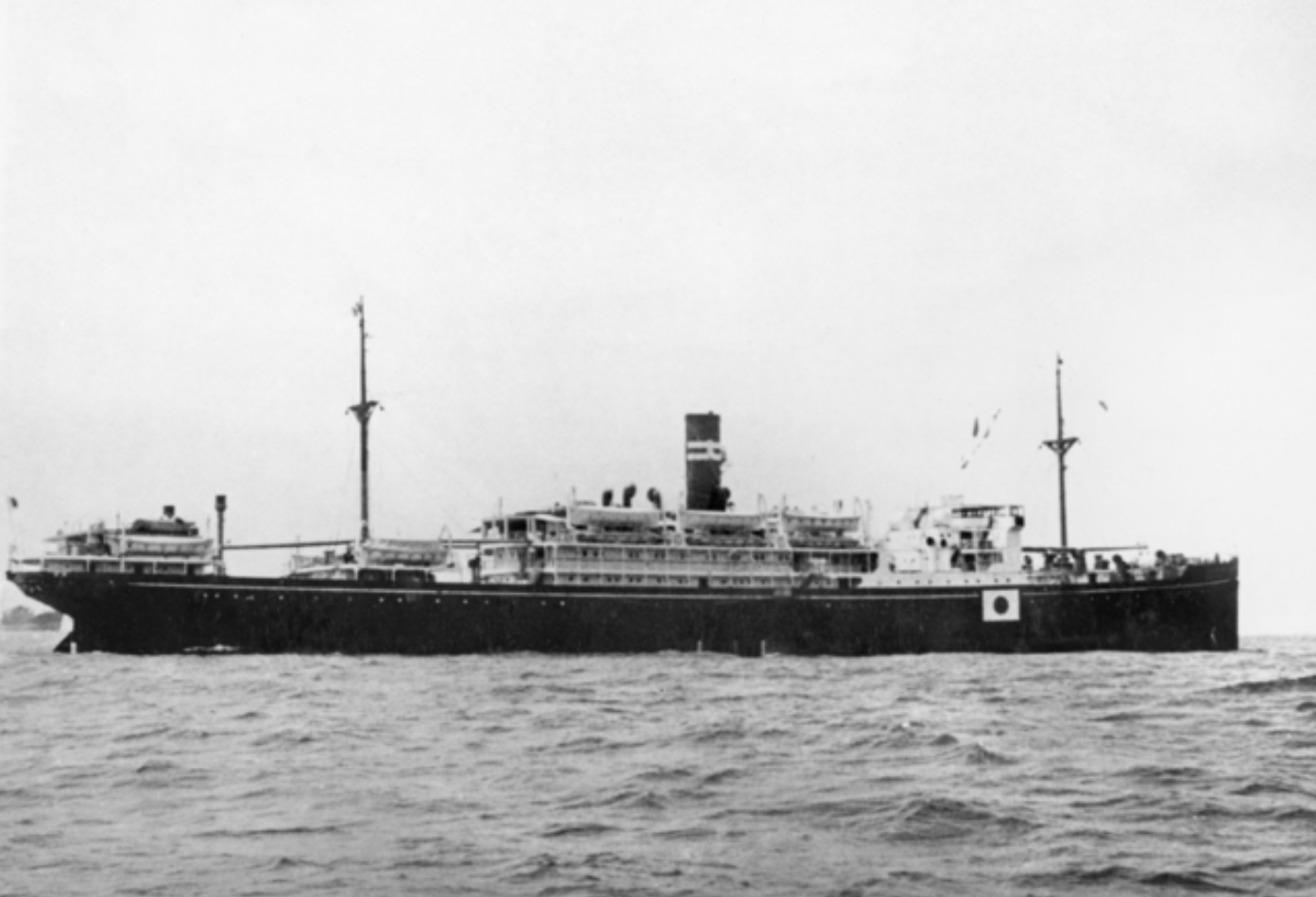
„Montevideo Maru”

Tragiczny los spotkał także tych australijskich jeńców, którzy uniknęli natychmiastowej śmierci z rąk Japończyków. Na początku czerwca 1942 roku w Rabaulu przebywało w niewoli około 1200 żołnierzy i cywilów, wśród nich także około 130 żołnierzy z 1 Samodzielnej Kompanii, których wzięto do niewoli na Nowej Irlandii. Jeńców i internowanych początkowo przetrzymywano w chińskiej dzielnicy Rabaulu, później zostali przeniesieni do obozu jenieckiego, który zorganizowano na terenie byłego australijskiego obozu wojskowego Malaguna Camp. Wszystkich zmuszano do pracy, przede wszystkim w dokach portu w Rabaulu. Niedożywienie, brak opieki medycznej, ciężka praca i brutalne traktowanie powodowały, że stan zdrowia jeńców systematycznie się pogarszał, a pewna ich liczba zmarła w niewoli. Ostatecznie z powodu narastających trudności z zaopatrzeniem w żywność, Japończycy postanowili wywieźć jeńców z Nowej Brytanii. 22 czerwca na pokład statku „Montevideo Maru” załadowano 845 żołnierzy oraz 209 internowanych cywilów. Japończycy zamierzali ich przenieść do obozu pracy na wyspie Hajnan. 1 lipca nieoznakowany statek został jednak zatopiony u wybrzeży Luzonu przez amerykański okręt podwodny USS „Sturgeon”. Nie ocalał żaden z jeńców i internowanych. Była to największa katastrofa morska w historii Australii.
Śmierci na pokładzie „Montevideo Maru” uniknęło 60 australijskich oficerów, sześć wojskowych pielęgniarek oraz dwanaście innych kobiet (w większości cywilnych pielęgniarek i misjonarek), których 6 lipca wywieziono do Japonii na pokładzie statku „Naruto Maru”. Wszystkim udało się doczekać wyzwolenia. Ponadto na Nowej Brytanii pozostawiono dwunastu internowanych cywilów, między innymi, aby obsługiwali zdobyczny sprzęt . Czterem udało się doczekać końca okupacji.

## Odpowiedzialność sprawców
Już 12 maja 1942 roku generał adiutant przy australijskim Sztabie Generalnym powołał specjalny sąd śledczy pod przewodnictwem brygadiera Archibalda R. Allena, którego zadaniem było zbadanie przypadków naruszeń prawa wojennego dokonanych przez Japończyków po zdobyciu Ambonu, Timoru i Nowej Brytanii – w szczególności w stosunku do australijskich jeńców wojennych. Śledczy przesłuchali żołnierzy ocalałych z masakry na Tol i Waitavalo, a także zebrali zeznania innych świadków. 8 lipca 1942 roku sąd opublikował raport, w którym podano, że w czterech egzekucjach Japończycy zamordowali na Nowej Brytanii co najmniej 141 australijskich jeńców wojennych.
Żaden ze sprawców masakry na plantacjach Tol i Waitavalo nie został jednak pociągnięty do odpowiedzialności karnej. Generał Tomitarō Horii i podpułkownik Ishiro Kuwada zginęli w czasie wojny. Pułkownik Masao Kusunose popełnił samobójstwo w grudniu 1945 roku, niedługo po tym, jak został przesłuchany przez australijskich śledczych.

## Pamięć

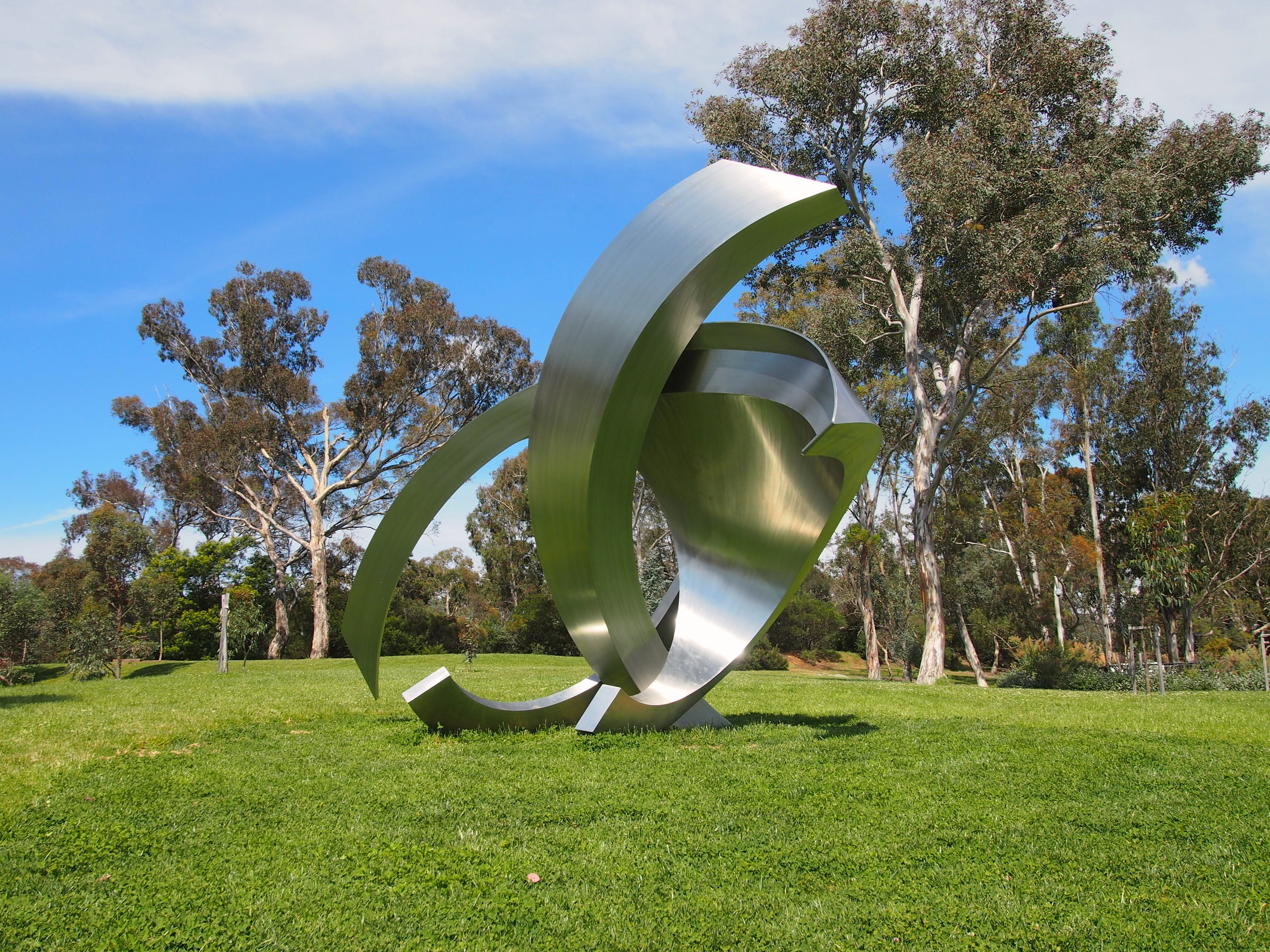
Rzeźba upamiętniająca obrońców Rabaulu i ofiary zatonięcia „Montevideo Maru”. Australian War Memorial

Szczątki ofiar masakry pogrzebano na cmentarzu wojennym Bita Paka na Nowej Brytanii.
Klęska na Nowej Brytanii i masakra na plantacjach Tol i Waitavalo przez dziesięciolecia pozostawały w Australii w zasadzie zapomniane.
W maju 1987 roku na terenie plantacji Tol odsłonięto niewielki pomnik w formie stosu kamieni z mosiężną tablicą, upamiętniający zamordowanych jeńców. Pomnik został wzniesiony przez żołnierzy 3. Brygady Australian Army.
W lutym 2004 roku na terenie kompleksu ogrodów botanicznych w Ballarat odsłonięto pomnik upamiętniający Australijczyków, którzy w czasie II wojny światowej przebywali w niewoli państw Osi. Jednym z jego elementów jest obelisk-tablica, poświęcony jeńcom, którzy zostali zamordowani na Tol i Waitavalo oraz zginęli na pokładzie „Montevideo Maru”.
W lipcu 2012 roku na terenie Australian War Memorial w Canberze odsłonięto wykonaną z nierdzewnej stali rzeźbę dłuta Jamesa Parretta, upamiętniającą Australijczyków, którzy zginęli w czasie obrony Rabaulu i na pokładzie „Montevideo Maru”.